# Ralph Waite
Pour les articles homonymes, voir Waite.
Ralph Waite est un acteur et réalisateur américain né le 22 juin 1928 à White Plains, (État de New York) et mort le 13 février 2014 à Palm Desert (Californie).
Il est particulièrement connu pour avoir joué le rôle de John Walton Senior dans la série La Famille des collines (1972-1981) et ses nombreuses suites, et les rôles de Jackson Gibbs, le père du héros Leroy Jethro Gibbs dans NCIS : Enquêtes spéciales (2008-2014) et Hank Booth dans Bones (2009-2013).

## Biographie[2]
Ralph Harold Waite Jr. est né à White Plains (New York).
Ralph Waite passe un diplôme en arts, mais n'est pas forcément très attiré par la matière après sa sortie de l'école. Il exerce de nombreux métiers pendant des années avant de prendre des cours d'art dramatique à l'âge de 30 ans.
Il fait ses débuts à New York dans diverses productions et pièces à Broadway avant de partir à Hollywood.
Ralph Waite est principalement connu pour son rôle dans la série La Famille des collines, diffusée aux Etats-Unis de 1972 à 1981, sur CBS, où il incarnait John Walton Senior, le père du héros.
L'acteur n'a pas arrêté de travailler jusqu'à son décès en 2014. Il est apparu dans plusieurs épisodes de la série NCIS : Enquêtes spéciales, où il incarnait le père de Leroy Jethro Gibbs joué par Mark Harmon. Il a aussi tenu des rôles dans Bones ou Grey’s Anatomy.
En plus de sa carrière d'acteur, Ralph Waite s’est engagé en politique dans les années 90 dans les rangs du parti démocrate. Il s’est présenté comme candidat au Congrès pour la Californie à trois reprises, mais n’a jamais réussi à gagner une élection.
Il est décédé dans sa résidence de Palm Desert, en Californie, le 13 février 2014.
Il est le beau-père de l'acteur Liam Waite. Celui-ci a pris son nom de famille pour pouvoir tourner devant les caméras.

## Filmographie

### Cinéma
- 1967 : Luke la main froide : Alibi
- 1968 : A Lovely Way to Die : Sean Magruder
- 1969 : Dernier Été : le père de Peter
- 1970 : Cinq pièces faciles : Carl Fidelio Dupea
- 1971 : The Pursuit of Happiness : détective
- 1971 : The Sporting Club : Olson
- 1971 : L'Homme de la loi : Jack Dekker
- 1971 : Pas d'orchidées pour miss Blandish : Mace
- 1972 : Girls on the Road : John
- 1972 : Les Collines de la terreur : Elias Hooker
- 1972 : La Chevauchée des sept mercenaires : Jim Mackay
- 1972 : Trouble Man : Pete Cockrell
- 1973 : Hot Summer Week
- 1973 : Le Cercle noir : Matthews
- 1973 : Kid Blue : Drummer
- 1980 : On the Nickel : C.G. - également scénariste et réalisateur
- 1988 : Good Old Boy: A Delta Boyhood : narrateur
- 1990 : Synthoïd 2030 (en) (Crash and Burn) : Lathan Hooks
- 1990 : La Maison des otages
- 1992 : Bodyguard : Herb Farmer
- 1993 : Cliffhanger : Traque au sommet : Frank
- 1994 : Sioux City : Drew McDermott
- 1996 : L'Incroyable Voyage 2 : À San Francisco : Shadow (voix)
- 2002 : Timequest : le voyageur du temps
- 2002 : Sunshine State : Furman Temple
- 2004 : Silver City : Casey Lyle

### Télévision

#### Téléfilms
- 1967 : The Borgia Stick
- 1973 : The Thanksgiving Story
- 1976 : The Secret Life of John Chapman : John Chapman
- 1977 : Waiting for Godot : Pozzo
- 1977 : Red Alert : Henry Stone
- 1980 : OHMS : Floyd Wing
- 1980 : Angel City : Jared Teeter
- 1981 : The Gentleman Bandit : le père Bernard Pagano
- 1982 : A Wedding on Walton's Mountain : John Walton
- 1982 : Mother's Day on Waltons Mountain : John Walton
- 1982 : A Day for Thanks on Walton's Mountain : John Walton
- 1984 : A Good Sport : Tommy O'Bannon - également producteur
- 1985 : Le Crime de la loi : Frank Hayward
- 1989 : Red Earth, White Earth : Martin
- 1990 : Le Prix de la passion : Orville Lemon
- 1993 : A Walton Thanksgiving Reunion : John Walton
- 1994 : Keys : Dr C.J. Halligan
- 1994 : La victime (Sin & Redemption) : Cal Simms
- 1995 : A Season of Hope : Sam Hackett
- 1995 : A Walton Wedding : John Walton
- 1997 : A Walton Easter : John Walton
- 1997 : The Third Twin : le sénateur Proust
- 2000 : L'Homme du président : le président Mathews
- 2001 : Spirit : Jacob
- 2003 : Un bébé tombé du ciel : le sheriff

#### Séries télévisées
- 1963 : The Mississippi
- 1972-1981 : La Famille des collines : John Walton Senior - également réalisateur de quelques épisodes
- 1977 : Racines : Slater
- 1983 : The Mississippi : Ben Walker
- 1984 : Quoi de neuf docteur ? : Rob
- 1997 : Orleans : Otis Leblanc
- 2001 : La Force du destin : Bart
- 2003 : La Caravane de l'étrange : le révérend Norman Balthus
- 2007 : Cold Case (saison 5 - épisode 7) Felton Metz
- 2008-2014 : NCIS : Enquêtes spéciales : Jackson Gibbs
- 2009-2013 : Bones : Hank Booth
- 2009 : Grey's Anatomy, saison 6 épisode 4 : un patient
- 2009-2014 : Des jours et des vies : Père Matt (98 épisodes)
- 2011 : Off the Map : Urgences au bout du monde, saison 1 épisode 4 : un patient